# Миларви, Боб
Роберт Миларви (англ. Robert Milarvie), более известный как Боб Миларви (1864, Поллокшилдс, Глазго, Шотландия — ноябрь 1912, Гортон, Манчестер, Англия) — шотландский футболист, выступавший на позиции нападающего.

## Футбольная карьера
Начал играть в шотландских клубах «Поллокшилд» и «Хиберниан». В 1888 году перебрался на юг, в Англию, где стал игроком клуба «Сток», сыграв в первом в истории розыгрыше Футбольной лиги. Провёл за «Сток» 15 матчей и забил 5 мячей. После завершения сезона перешёл в клуб «Берзлем Порт Вейл». Сыграл за «Вейл» в товарищеском матче против «Хеллиуэлла» 2 сентября 1889 года, однако официальных матчей за клуб так и не сыграл, и в том же 1889 году стал игроком «Дерби Каунти». Сыграл за «Дерби Каунти» 14 матчей и забил 4 мяча в сезоне 1889/90.
В июле 1890 года перешёл в клуб «Ньютон Хит». Провёл за клуб 22 матча и забил 4 гола в Футбольном альянсе. Также забивал в том сезоне в Кубке Ланкашира и Кубке Манчестера.
В июле 1891 года перешёл в клуб «Ардуик», соседям «Ньютон Хит». В сезоне 1891/92 провёл за Ардуик 19 матчей в Футбольном альянсе. В следующем сезоне «Ардуик» был приглашён к участию во Второй дивизион Футбольной лиги. Миларви активно играл за «Ардуик» до 1894 года, после чего стал редко попадать в состав, проигрывая конкуренцию новым игрокам — Билли Мередиту, Уолли Макредди и Пэту Финнерену. В сезоне 1894/95 «Ардуик» изменил своё название на «Манчестер Сити». Миларви покинул клуб после завершения сезона 1895/96.

## Статистика выступлений
| Клуб              | Сезон            | Дивизион          | Лига | Лига | Кубок Англии | Кубок Англии | Итого | Итого |
| Клуб              | Сезон            | Дивизион          | Игры | Голы | Игры         | Голы         | Игры  | Голы  |
| ----------------- | ---------------- | ----------------- | ---- | ---- | ------------ | ------------ | ----- | ----- |
| Сток              | 1888/89          | Футбольная лига   | 15   | 5    | 0            | 0            | 15    | 5     |
| Берзлем Порт Вейл | 1889/90          | —                 | 0    | 0    | 0            | 0            | 0     | 0     |
| Дерби Каунти      | 1889/90          | Футбольная лига   | 14   | 4    | 0            | 0            | 14    | 4     |
| Ньютон Хит        | 1890/91          | Футбольный альянс | 22   | 4    | 1            | 0            | 23    | 4     |
| Ардуик            | 1891/92          | Футбольный альянс | 19   | 3    | 1            | 0            | 20    | 3     |
| Ардуик            | 1892/93          | Второй дивизион   | 17   | 2    | 2            | 1            | 19    | 3     |
| Ардуик            | 1893/94          | Второй дивизион   | 22   | 4    | 1            | 0            | 23    | 4     |
| Ардуик            | 1894/95          | Второй дивизион   | 10   | 3    | 0            | 0            | 10    | 3     |
| Ардуик            | 1895/96          | Второй дивизион   | 1    | 0    | 0            | 0            | 1     | 0     |
| Всего за карьеру  | Всего за карьеру | Всего за карьеру  | 120  | 25   | 5            | 1            | 125   | 26    |